# Hohenbuehelia mastrucata
Hohenbuehelia mastrucata — вид базидіомікотових грибів порядку Агарикальні (Agaricales). Гриб росте у мертвій деревині листяних дерев, особливо часто на клені, у східній частині Північної Америки.
Шапинка діаметром 2-7 см, сірого та світло-сірого забарвлення. Шапинка вкрита білим пушком.